# 京極雅美
京極 雅美（きょうごく まさみ）は、関東地方を拠点に活動している日本のフリーアナウンサー。キャスター、リポーター、インタビュアー、イベント司会者としての活動を主とする。

## 来歴
大阪府で出生の後、秋田県で育つ。富士短期大学経済学科卒業。
短大を卒業後に建設設備会社のOLになるも、すぐさま三菱自動車のイベントコンパニオンに応募・転職。日本各地でのイベント回りが中心であったこの仕事を通じ、話し方と立ち振舞いの基礎を学んだ。その後は旅行会社の社長秘書、番組企画会社のプランナーを経て、2002年からフリーアナウンサーとして活動。2010年頃まではオフィスケイアールに所属していた。
退所後もしばらくはテレビ番組への出演を続けていたが、2010年代中期にはプレス発表会やセミナーなどでの司会業に専念していた。また、2017年春から半年あまりの間、アイルランドのダブリンに語学留学していた。帰国後、2019年5月にJ:COM 湘南の番組でテレビの仕事に復帰した。

## 出演

### テレビ番組
- トリセツ（テレビ朝日） - NTTインフォマーシャル担当
- 三菱ホットインフォメーション（テレビ東京）
- ワンダーナイト（BS朝日） - リポーター
- ウィークリーホットライン（小田急ケーブルビジョン） - キャスター
- ホームタウンまちかわ（J:COM せたまち） - ナビゲーター[11]
- 旅情スケッチ（J:COMチャンネル、2011年 - 2013年） - レギュラーモデル[12]
- 鎌倉市からのお知らせ（J:COM 湘南、2019年 - ） - ナビゲーター
- デイリーニュース横浜（J:COM 横浜/南横浜、2019年 - 2020年） - 木曜キャスター
- 栄区なう！TV+（J:COM 横浜/南横浜、2020年 - ） - リポーター

### ラジオ番組
- 泳げ！ラジボラちゃん（かわさきFM） - リポーター

### ウェブサイト
- NIKKEI NET 日経住宅サーチ（日本経済新聞社） - 「BB REPORT」リポーター